# Karen Murphy (Produzentin)
Karen Murphy ist eine US-amerikanische Filmproduzentin.

## Leben
Murphy hatte ihr Debüt in der Filmbranche mit dem Film This Is Spinal Tap. Danach arbeitete sie regelmäßig mit Regisseur Christopher Guest zusammen. Folglich wurde sie in den Jahren 1990 und 1998 für dessen Filme bei den Independent Spirit Awards nominiert. Ab 2012 war sie dann eher als Produzentin von Fernsehserien tätig.

## Filmografie (Auswahl)
- 1984: This Is Spinal Tap
- 1989: Drugstore Cowboy
- 1992: Liebe und Eis
- 1996: Wenn Guffmann kommt
- 2000: Best in Show
- 2003: A Mighty Wind
- 2006: Es lebe Hollywood
- 2010: Screenwriting: A Love Story (Kurzfilm)
- 2010: The Big Uneasy
- 2012: Playhouse Presents (Fernsehserie)
- 2013: Family Tree (Fernsehserie)
- 2016: Mascots

## Auszeichnungen
- 1990: Independent-Spirit-Award-Nominierung in der Kategorie Bester Film für Drugstore Cowboy
- 1998: Independent-Spirit-Award-Nominierung in der Kategorie Bester Film für Waiting for Guffmann